# Китано, Такэси
Такэ́си Кита́но (яп. 北野 武 Китано Такэси, род. 18 января 1947 года, Адати, Токио, Япония) — японский кинорежиссёр и актёр, комедиант, сценарист, писатель, поэт и художник, телеведущий. Во всех своих работах, кроме режиссёрских, использует псевдоним Beat Takeshi (яп. ビートたけし би:то такэси).

## Жизнь и творчество

### Детство
Китано родился в 1947 году в Адати, одном из специальных районов Токио и был четвёртым сыном (второй умер во младенчестве) в семье работавшего маляром Кикудзиро Китано (который был наполовину корейцем) и его супруги Саки. Имя «Такэси» было дано ему родителями в надежде, что ребёнок, сродни созвучному имени бамбуковому побегу (яп. 竹, «такэ»), сможет справиться с любыми невзгодами жизни, быстро оправляясь от них и продолжая свой путь. Будучи значительно младше своих братьев, маленький Китано пользовался особым расположением бабушки, взявшей на себя большинство забот по его воспитанию.
Китано поступил в начальную школу в том же районе Адати, где благодаря матери, уделявшей много времени и сил домашнему образованию, стал одним из лучших учеников, показывая особенно хорошую успеваемость по арифметике и предметам, где можно было проявить себя творчески (изобразительное искусство и др.). После успешного окончания начальной ступени средней школы по настоянию матери, надеявшейся на то, что сын в будущем сможет получить высшее образование, Китано перешёл в более престижную школу, находившуюся в части Адати, значительно удалённой от дома. Затем Китано так же успешно закончил и высшую ступень средней школы.
На протяжении всего времени обучения в школе Китано регулярно занимался в бейсбольной секции, а в старших классах — ещё и боксом, что впоследствии нашло своё отражение в кинокартинах «Ребята возвращаются», «Точка кипения» и других его режиссёрских работах. Другим большим увлечением юного Китано стало ракуго, также оказавшее на его дальнейшую судьбу значительное влияние.

### Университетские годы
После окончания средней школы в 1965 году Китано по рекомендации матери поступил на инженерный факультет (отделение машиностроения) университета Мэйдзи, успешно сдав вступительные экзамены. Однако уже на втором курсе Китано ушёл из дома и начал самостоятельную жизнь, вместо посещения университетских занятий бесцельно проводя дни на Синдзюку, окунувшись в особый мир этого района Токио.
Несмотря на то, что Китано принимал непосредственное участие в студенческих волнениях конца 1960-х, политика привлекала его сравнительно мало, существенно уступая другим интересам, главным из которых стал джаз. Постоянно вращаясь в среде посетителей процветавших в то время джаз-баров, а также подрабатывая там официантом, Китано в этих кругах стал пользоваться репутацией тонкого ценителя джаза. Здесь же он познакомился с пионерами японского кино-андерграунда, режиссёрами Кодзи Вакамацу и Кадзуо Комидзу. Картину окружения Китано тех лет дополняет то, что когда он работал официантом в заведении сети «Village Vanguard», его сменщиком был Норио Нагаяма, находящийся в то время в бегах серийный убийца.
Проживая у друга и без серьёзных материальных обязательств, Китано продолжал экспериментировать, постоянно меняя места работы. Кроме работы официанта в джаз-барах, он перепробовал работы продавца в кондитерской лавке, уличного торговца, чернорабочего на работах по сносу зданий, официанта в ночных клубах и др. Когда он работал грузчиком в аэропорту Ханэда, его «сослуживцем» был Кэндзи Накагами, впоследствии классик современной японской литературы, с которым они познакомились в одном из джаз-баров, где Накагами был завсегдатаем.
В конце концов Китано принял решение стать профессиональным переводчиком и для сбора средств, необходимых для обучения за рубежом, начал работать таксистом, однако уволился из компании уже через полгода, отказавшись от своего замысла и уйдя подрабатывать на автозаправочную станцию. К тому же времени относится дебют Китано-актёра, снявшегося в нескольких эпизодических ролях в ранних фильмах Кодзи Вакамацу, а также участие в студенческих комедийных постановках, где Китано, однако, сам на сцене не появлялся, а занимался больше постановкой и организационной работой. Из университета Мэйдзи Китано был отчислен из-за большого количества пропусков, несмотря на то, что его успеваемость оставалась на уровне выше среднего.

### Первые выступления
Со снижением активности студенческого движения в Японии и возвращением общественной жизни в более или менее привычное русло, Китано также уловил внутреннюю необходимость остановиться на каком-то определённом занятии. Испытывая интерес к искусству, но не находя при этом близкого себе в японском театральном андерграунде того времени, Китано, подспудно чувствуя в себе актёрский талант, постепенно преисполнился желания стать артистом.
В 1972 году Китано устроился лифтёром в находящийся в районе Асакуса стриптиз-бар для того, чтобы учиться актёрскому мастерству «из первых рук», имея возможность непосредственно наблюдать за выступлениями. В позднее опубликованные воспоминания о том периоде жизни самокритичный Китано включил адресованную ему ремарку известного комедийного драматурга Хисаси Иноуэ, на которого тогда Китано произвёл впечатление «человека, лишённого чувства юмора». Тем не менее постепенно, продолжая работу лифтёром, Китано добился того, что Сэндзабуро Фуками, известный артист и арт-директор, руководивший заведением, стал давать ему уроки искусства комедийного жанра. В результате Китано стал делать свои первые актёрские шаги, оттачивая мастерство в небольших комических интермедиях, разделявших основные номера, и занятиях чечёткой, к которым он отнёсся с особым энтузиазмом. Для большинства артистов, работавших под началом Фуками, тот оставался человеком, доверие которого завоевать было очень сложно, однако Китано своей смелостью, спонтанностью поведения на сцене и неклишированным юмором покорил Фуками, заставив того признать его особый талант.

### «Два Бита»
«Франция», стрип-бар в районе Асакуса, где работал Китано, начал испытывать существенные финансовые трудности, вплоть до невозможности выплаты зарплаты. Поэтому Китано откликнулся на своевременное предложение создать дуэт мандзай (всё, что требовалось, чтобы начать — просто купить костюм для выступлений), которое поступило от Ниро Канэко, завсегдатая «Франции» и почти ровесника самого Китано (р. 1949). Было решено, что Китано будет выступать под псевдонимом «Сёкакуя Дзиро» (松鶴家次郎), омофоном псевдонима самого Канэко (пишется 松鶴家二郎).
Первоначальное воодушевление быстро сменилось ощущением бесперспективности: попытки выступать в рамках, традиционно отведённых жанру мандзай, успеха не приносили, и материальное положение резко ухудшилось даже по сравнению с тем, что было во время работы в стрип-баре. Канэко, когда-то бывший подмастерьем-учеником у известного комика «Коромбиа Райто» («Columbia Light» — в японском языке нет звука «л» — псевдоним, мутировавший под влиянием названия компании «Columbia Records», с которой у комика был заключён контракт), решил воспользоваться этим знакомством, в результате чего удалось организовать при его театре регулярные выступления. По традиции все коллективы, работавшие под началом «Коромбиа Райто», обязаны были включать в название префикс принадлежности к «клану», «Голубое небо» (青空, часть первоначального сценического псевдонима основателя), однако в связи с тем, что Китано был учеником «другой школы», префикс был сокращён наполовину (осталось только «Небо», 空) и название дуэта приобрело в итоге форму: «[Небо] Такаси/Киёси» (空たかし・きよし).
Оклад, на который гарантированно могли рассчитывать молодые комики, был минимальным, поэтому в поисках заработков они начали выступать в ближайших кабаре, барах и других заведениях. Китано достаточно болезненно воспринял необходимость выступления перед подвыпившей и не очень внимательно следившей за актёрами аудиторией, поэтому нередкими были случаи, когда он либо вообще отказывался выходить на сцену, либо сам выступал в нетрезвом виде. Также дуэт стал приобретать скандальную репутацию из-за колких высказываний, порочащих принимавшие их заведения, и частой провокации конфликтов с организаторами и зрительным залом. В связи с тем, что это часто заканчивалось опасными потасовками, Канэко стал заранее готовить шутки, которые могли бы разрядить ситуацию. В таких экстремальных условиях формировался специфический, острый, на грани фола, юмор дуэта, сменившего вскоре название на «Два бита» (ツービート), Бита Такэси и Бита Киёси. Псевдоним «Бит Такэси» сохранился за Китано до сих пор.
Стараясь максимально отдалиться от ставшего старомодным классического мандзай и испытывая в некоторой степени влияние осакского дуэта «B&B», «Два Бита» эволюционировали, доведя до максимума скорость обмена репликами и сменив одежду на подчёркнуто официальную в пику крамольному содержанию своих выступлений. Перед широким кругом зрителей дуэт впервые выступил на сцене компании «Сётику» (в Асакуса), по воле случая заменив запланированный основной номер. Получив высокую оценку руководства, «Два Бита» стали регулярно приглашаться вновь и вновь, увеличивая свою популярность.
Используя непристойную лексику на грани дозволенного законом, играя на музыкальных инструментах, ведя характерный для дуэта рискованный диалог, сидя на олицетворяющих классический японский жизненный уклад подушках «дзабутон» и совершая другие экстравагантные выходки на грани «пощёчины общественному вкусу», дуэт стал популярен настолько, что когда начинались его выступления, пустели даже гримёрные других артистов, желавших тоже послушать «Двух Битов».
Успех у публики обернулся для дуэта цензурой и травлей в официальных кругах и среди коллег вплоть до того, что высказывались предложения исключить «Два Бита» из состава национальной мандзай-ассоциации. Также показательно, что за три подряд года участия в организованном в 1976 году ассоциацией совместно с NHK конкурсе молодых дуэтов, Такэси и Киёси ни разу не были удостоены главного приза, несмотря на свою популярность.
В 1979 году состоялась свадьба Китано с Мики Мацуда, участницей женского мандзай-дуэта «Кими и Мити» (у пары двое детей — сын Ацуси (род. 31 марта 1981) и дочь Сёко (род. 5 октября 1982); Сёко — певица и актриса, также снялась в эпизодической роли в фильме Китано «Фейерверк»). После медового месяца молодожёны переехали в Камэари (расположено в северной части района Токио Кацусика). В ноябре того же года «Два Бита» приняли участие в совместном телепроекте с мастером ракуго школы «Цукиноя энкё» (月の家円鏡). Считавшиеся «еретиками от мандзай» «Два Бита» нашли адекватного себе партнёра в лице «еретика от ракуго». Этот телепроект и сопутствовавший ему успех заложили основу для созданной позднее передачи «Мандзай-бум».

### «Мандзай-бум»
В 1980 году «Два Бита» при участии «B&B» и ряда других известных мандзай-дуэтов начали выпускать телепрограмму «Мандзай-бум» (マンザイブーム, написание слова «мандзай» на азбуке катакана, а не как раньше, на иероглифике, 漫才, было использовано для обозначения подчёркнутого разрыва связей с традиционным мандзай). Жёсткий чёрный юмор, обилие непристойных выражений, и всё это, без умолку произносимое на невероятной скорости, стали неотъемлемой частью специфического образа программы. В качестве объектов для шуток писавший тексты Китано зачастую выбирал социально незащищённых: стариков, провинциалов и внешне некрасивых женщин. Кроме того, «завсегдатаями» диалогов «Двух битов» были якудза и идущая им на смену молодёжь, а также вульгарные шутки, так или иначе вводящие в «дискурс» экскременты. Содержание новостных программ практически незамедлительно и принципиально «политически некорректно» обыгрывалось Китано, даже если речь шла о массовых убийствах и других схожих инцидентах, за что «Мандзай-бум» не раз подвергался суровой общественной критике. Китано, впрочем, и прямолинейность и близорукость самой критики превращал в объект собственных насмешек.
В июне 1980 года сборник шуток из «Мандзай-бум» был издан в виде отдельной книги, распроданной, вопреки скромным ожиданиям, тиражом 850 тыс. экземпляров. По условиям контракта весь гонорар полностью достался участникам дуэта, существенно поправив их материальное положение. В том же году достигшие пика своей популярности «Два Бита» приглашались для участия и в других телепередачах, а также фигурировали в эпизоде одного популярного телесериала. 1981 год также прошёл под знаком успеха, однако уже летом следующего года дуэт двух комиков распался, когда Китано решил уйти. Тем не менее их сотрудничество считается одним из самых удачных в японской сатире в 1970-е — 1980-е годы. После распада Китано начал свою сольную карьеру телеведущего многочисленных сатирических программ.

### Карьера на телевидении после распада «Двух Битов»
После распада «Двух Битов» начался новый этап в творчестве Китано, который охарактеризовался существенным изменением стиля. Оставшись верным своему чёрному юмору, Китано при этом сместил акцент с собственно содержания шуток, по своей природе сиюминутного и преходящего, на индивидуальный способ их подачи. Кроме того, с 1981 года изменился и формат. К десятку телепередач (включая не только всевозможные юмористические, но и серьёзные по своему содержанию ток-шоу) добавились радиопрограммы.
В 1986—1989 годах на канале TBS выходила юмористическая телепередача «Замок Такэси». Китано хотел, чтобы шоу было похоже на живую игру «Супер Марио». Около сотни участников преодолевают различные физические, иногда опасные и часто абсурдные препятствия. Те, кто не смог преодолеть очередной этап, выбывают. До финального конкурса «Штурм замка Такэси» доходили единицы. Изначально это был малобюджетный проект, но вскоре TBS построила обширную студию, которая включала большое количество искусственных озёр и постоянных препятствий. Вскоре аналоги телепередачи стали выходить по всему миру. В 2020 году появилась российская версия этого шоу под названием «Золото Геленджика», её ведущими стали Иван Охлобыстин, Кристина Асмус и Тимур Родригес.
Китано принимал участие в создании компьютерных игр (например, игра The Ultimate Challenge (яп. たけしの挑戦状 Takeshi's Challenge) 1986 года разрабатывалась при его непосредственном участии), пробовал себя в сочинительстве художественной прозы и вокале (записал альбом и начал давать концерты). С середины 1980-х годов Китано, наряду с Тамори и Акасия Санма, начали причислять к трём наиболее выдающимся телевизионным комикам Японии.

### Карьера режиссёра
После нескольких ролей, в основном комических, в 1989 году Китано был приглашён на главную роль в фильм Киндзи Фукасаку «Жестокий полицейский». Несмотря на то, что кинокомпания «Сётику», финансировавшая проект, приложила все усилия для его успешной реализации, из-за разногласий, касавшихся графика работы и условий контракта, Фукасаку в итоге отказался снимать фильм. В результате руководство «Сётику», во многом под влиянием харизмы Китано, а также его большой популярности, сделало ему предложение выступить в роли режиссёра, предварительно согласовав нетривиальный вопрос совмещения Китано его бурной деятельности на телевидении с работой над съёмками фильма. Сняв фильм в рекордно короткие сроки (в течение 1 недели) и успев таким образом к запланированной дате его релиза, Китано дебютировал в 1989 году в качестве кинорежиссёра, при этом существенно изменив первоначальный сценарий и способ подачи материала. Фильм оказался успешным и положил начало режиссёрской карьере Китано. Впоследствии сотрудничеству Фукасаку и Китано всё же суждено было состояться в работе над фильмом «Королевская битва» (2000) и его сиквелом.
В своей книге «За сроком давности» (яп. 時効) Китано пишет, что переступив возрастной рубеж 40 лет, он ясно стал ощущать растущую пропасть между ожиданиями публики, по-прежнему требующей искромётного юмора от всё ещё находящегося на пике славы артиста и происходящими внутри него самого возрастными изменениями, делающими невозможными многословные остроумные экспромты в духе времён «Двух битов». В той же книге он отмечает, что вместо тщетных попыток вновь и вновь копировать себя образца начала 80-х, ему хотелось бы сместить акцент на выработку особого авторского почерка в подаче материала. Такого рода переосмысление, очевидно, нашло своё выражение прежде всего в кинорежиссёрских работах Китано, последовавших за фильмом «Жестокий полицейский».
Второй фильм Китано в качестве режиссёра и первый, где он выступал в роли сценариста, вышел в 1990 году — «Точка кипения». Масахико Оно, позднее также сыгравший эпизодическую роль в «Фейерверке», исполнил главную роль: заурядного молодого человека, работающего на автозаправке и играющего в любительской бейсбольной команде. Когда тренер команды подвергается нападению со стороны местных якудза, он, чтобы отомстить гангстерам, вместе с приятелем направляется на Окинаву для покупки оружия на одной из американских военных баз. По пути они знакомятся с якудзой-маргиналом, роль которого играет Китано. Получив полный контроль над сценарием и режиссурой, Китано удалось в этом фильме заложить основы своего необычного авторского стиля, характерными элементами которого являются шокирующая жестокость, причудливый чёрный юмор и долгие стоп-кадры.
Третий фильм, «Сцены у моря», вышел в 1991 году. В сюжет на этот раз не попали гангстеры, а главным героем стал глухонемой мусорщик, который настойчиво учится сёрфингу под аккомпанемент насмешек циников-друзей. Как и многие другие картины, фильм проникнут тонким юмором.
Зарубежная аудитория, постепенно превзошедшая «родную» японскую численно, заметила Китано после выхода фильма «Сонатина» в 1993 году. В фильме Китано играет токийского якудзу Муракаву, отправленного на остров Окинава для прекращения противостояния двух местных кланов. Муракава, пресытившись своим образом жизни и узнав, что само его задание — не более чем ловушка, принимает последствия без возражений, превращая происходящее в жестокий фарс, построенный, как и во многих других работах Китано, из череды трагикомических эпизодов. Фатализм главного героя, нашедший выражение и в этом фильме, стал своего рода «визитной карточкой» режиссёра. Фильм «Сонатина» был высоко оценён японским писателем Кэндзабуро Оэ.
Фильм «Снял кого-нибудь?» (1995) возвращает Китано к его комедийным корням. Фильм представляет собой серию комических сцен, некоторым образом связанных с главным персонажем, безуспешно пытающимся заняться сексом в машине. В Японии картина не вызвала интереса у зрителей. Критики сочли ленту пародией на популярные японские фильмы (например, «Годзилла»). Фильм продемонстрировал принципиальное нежелание Китано снимать заведомо коммерчески успешные ленты (такие, как молодёжный триллер «Звонок» или «Сумеречный самурай» режиссёра Ёдзи Ямады, повествующий о доброте и принципиальности японских самураев).
В 1994 году Китано попал в аварию (разбился на мотоцикле). Ранения вызвали паралич одной стороны его тела, и потребовалась сложная операция, чтобы восстановить работоспособность мышц лица. Хотя зарубежная пресса сочла, что Китано уже не вернётся к съёмкам фильмов, тот опроверг эти предположения, сняв «Ребята возвращаются» в 1996 году, сразу после выздоровления.
Восстановившись после аварии, Китано занялся изобразительным искусством. Его яркий, упрощённый стиль живописи напоминает стиль Марка Шагала. Рисунки Китано были опубликованы в книгах (в качестве иллюстраций), представлены на выставках и на обложках саундтреков к собственным фильмам. Наиболее ярко они представлены в фильме 1997 года «Фейерверк», где выполняют роль стержня образной системы произведения. «Фейерверк» был очень высоко оценён критиками и был удостоен приза Венецианского фестиваля. В фильме опять всплывает тема доброты и любви: стараясь не беспокоить умирающую от рака жену, которую главный герой (бывший полицейский Ниси) возит по местам, где она мечтала побывать, все возникающие проблемы Ниси решает просто и эффективно — пуля в лоб. Фильм подтвердил репутацию Китано как одного из наиболее талантливых режиссёров современной Японии.
Китано продолжил регулярно снимать после аварии. В выпущенном в 1999 году фильме «Кикудзиро» Китано предстал в роли, на первый взгляд, грубого и ограниченного мужлана, но далее с разных и неожиданных сторон раскрывающего себя через трагикомичные отношения с соседским мальчиком-сиротой, с которым они отправляются на поиски его матери. На Каннском кинофестивале, где «Кикудзиро» был включён в конкурсную программу, фильм был встречен десятиминутной овацией стоя.
«Брат якудзы» (2000), снятый в Лос-Анджелесе, показывает Китано в роли токийского якудза в вынужденной отставке, который бежит из Японии в США и строит в Лос-Анджелесе новую наркоимперию. Необычный «альтруизм в стиле Китано» проходит своего рода «красной нитью» через сюжет и здесь. Понимая трудновыполнимость замысла и невозможность благоприятного исхода завязавшегося противостояния группировок, отставной якудза (Китано) спокойно продолжает деятельность, помогая недальновидному брату, переехавшему в Америку. В финале, выведя из-под удара оставшегося в живых члена группировки (чернокожего бандита, безумно счастливого получить сумку, набитую стодолларовыми купюрами), Китано с улыбкой расплачивается с владельцем кафе и выходит навстречу своим врагам, на верную смерть. Этот фильм Китано был тепло принят в США и за границей.
Фильм «Куклы» (2002), в котором Китано как актёр не участвовал, содержит три отдельные истории любви, сюжетно объединённых линией, написанной по мотивам классической пьесы Тикамацу Мондзаэмона для театра бунраку. Фильм принято считать одной из самых визуально привлекательных картин Китано. Сам Китано отмечает, что последнее способствовало неадекватности понимания зрителями его замысла: центральным элементом являются не истории любви как таковые, а акты немотивированного насилия, которыми они прерываются.
Успех у кинокритиков и поклонников интеллектуальных фильмов не принёс Китано особенного признания на родине. Несмотря на успех фильмов «Брат якудзы» и «Куклы», пресса критиковала его за неспособность снять «хороший» фильм уровня «Фейерверка» или «Сонатины». Ответ последовал в 2003 году в виде фильма «Затойчи», в котором Китано сыграл главную роль. «Затойчи» стал наибольшим коммерческим успехом режиссёра в Японии, при этом хорошо прошёл и за рубежом и получил ряд наград. 
Китано часто сотрудничал с композитором Дзё Хисаиси, написавшим музыку к большинству его картин. В последние годы это сотрудничество, однако, прекратилось.

###### Роль искусства в жизни режиссера.
Помимо кино, Китано внес заметный вклад в изобразительное искусство, включая живопись и инсталляции, часть которых была выставлены в Париже в Fondation Cartier. Его карьера также включает работу в качестве университетского профессора изобразительного искусства в Токийском университете искусств.

## Разные факты из жизни

### Избиение журналистов
В 1986 году одна из бульварных газет напечатала фотографию Такэси вместе с какой-то девушкой. Это разозлило Китано, и он вместе с несколькими друзьями ворвался в редакцию этой газеты и избил всех, кого там обнаружил. После этого он подвергся судебному преследованию, и ему было запрещено какое-то время появляться на телеэкране. Даже после получения им признания как режиссёра и обретения популярности журналистов предупреждают, что во время интервью с Китано не следует задавать ему лишних вопросов.

### Математика
Китано, имеющий незаконченное высшее техническое образование, основательно интересуется математикой. По его собственным словам, если бы в своё время он не «сбился с пути», занявшись сценическим искусством, то осуществил бы свой замысел стать математиком. Высказывания Китано о математике и о преподавании математики разнообразны: он утверждает, что её средствами можно описать мир и всё в нём происходящее, он устраивает мини-фарс в собственной образовательной телепрограмме, где говорит, что при изучении математики в школе достаточно, чтобы только ответы школьников совпадали с правильными, а остальное особого значения не имеет. Так или иначе, уже на протяжении многих лет Китано делал и продолжает много делать для популяризации математики по телевидению, где он в доступной форме пытается донести до зрителей красоту этой науки.

### Экология
В 1992 году в ежемесячном журнале «Синтё 45» («新潮45», изд-во «Синтёся») была опубликована серия эссе Китано, в которой он с большим сарказмом и скепсисом подверг критике начавшийся в то время в политических и финансовых кругах Японии «экологический бум», назвав его надувательством и показав его несостоятельность. В июне того же года на передовице «Асахи симбун» появилась разгромная статья «Бит Такэси и экология», где Китано вменялось равнодушие к экологическому кризису. Последний же, в очередной раз уличив своих критиков в близорукости, в новой серии очерков в том же «Синтё 45» отметил, что неразумно понимать его слова буквально и столь прямолинейно. Вопрос отношения Китано к экологическим проблемам получил широкую огласку, вплоть до того, что в 1996 году стал темой сочинения на вступительных экзаменах на педагогическом факультете университета префектуры Ямагата.

### Компьютерные игры
В 1986 году вышла игра на Famicom Takeshi no ChōSenjō («Вызов Такеши»), при создании которой Китано выступил в качестве консультанта и частично дизайнера. Из-за сложности геймплея и запутанной игровой механики ее назвали одной из худших видеоигр всех времен, вместе с тем в 2007 году она была номинирована на премию Retro Game Award 2007 на Tokyo Game Show. В 2015 году было объявлено, что Китано возвращается в мир видеоигр, озвучит героя игры SEGA Yakuza 6: Песня жизни Тору Хиросе, который также копирует внешность Китано.

### Другие достижения
- Китано написал более пятидесяти книг со стихами и кинокритикой, а также несколько романов, некоторые из которых были использованы в качестве сценариев другими режиссёрами.
- Китано также в течение многих лет является известным телеведущим.
- 7 сентября 2004 года Китано была присуждена степень бакалавра наук университетом Мэйдзи, откуда ранее он был отчислен.
- Китано преподаёт в Токийском университете искусств.

### Реклама
С марта 2007 года Китано — рекламное «лицо» компании Panasonic в России (линейка Viera).

## Награды

### Государственные награды
- Офицер Ордена Почётного легиона (Франция, 2016 год)[10].
- Командор Ордена Искусств и литературы (Франция, март 2010 года)[11].

### Кинонаграды
- 1997 — Приз Золотой лев Венецианского кинофестиваля — фильм «Фейерверк»
- 1997 — Премия Европейской киноакадемии за лучший неевропейский фильм — фильм «Фейерверк»
- 1998 — Премия Голубая лента за лучший фильм — фильм «Фейерверк»
- 2003 — Приз Серебряный лев за режиссуру Венецианского кинофестиваля — фильм «Затоичи»
- 2013 — Азиатская кинопремия за лучшую режиссуру — фильм «Полный беспредел»
- 2022 — Премия «Золотая Шелковица» Международного дальневосточного кинофестиваля в Италии[12]
- 2022 — Премия «За вклад в развитие мирового кинематографа» Международного ташкентского кинофестиваля «Шелковый путь»[13]

## Фильмография

### Режиссёр, сценарист, продюсер
| Год  |    | Название | Примечание          |
| ---- | -- | --- | ------------------- |
| 1989 | ф  | Жестокий полицейский / яп. その男、凶暴につき                                                                      | режиссёр, сценарист |
| 1990 | ф  | Hoshi wo tsugu mono                                                                                                | продюсер            |
| 1990 | ф  | Точка кипения / яп. 3-4X10月                                                                                       | режиссёр, сценарист |
| 1991 | ф  | Сцены у моря / яп. あの夏、いちばん静かな海                                                                        | режиссёр, сценарист |
| 1993 | ф  | Счастливого возвращения                                                                                            | сценарист           |
| 1993 | ф  | Сонатина / яп. ソナチネ                                                                                            | режиссёр, сценарист |
| 1995 | ф  | Снял кого-нибудь? / яп. みんな～やってるか                                                                         | режиссёр, сценарист |
| 1996 | ф  | Ребята возвращаются / яп. キッズ・リターン                                                                         | режиссёр, сценарист |
| 1997 | ф  | Фейерверк / яп. HANA-BI                                                                                            | режиссёр, сценарист |
| 1999 | ф  | Кикудзиро / яп. 菊次郎の夏                                                                                         | режиссёр, сценарист |
| 2000 | ф  | Брат якудзы / яп. BROTHER (映画)                                                                                   | режиссёр, сценарист |
| 2001 | тф | Kikujirô to saki                                                                                                   | сценарист           |
| 2002 | ф  | Куклы / яп. ドールズ                                                                                               | режиссёр, сценарист |
| 2002 | ф  | Парень из Асакусы                                                                                                  | сценарист           |
| 2003 | ф  | Затойчи / яп. 座頭市                                                                                               | режиссёр, сценарист |
| 2005 | ф  | Такешиз / яп. TAKESHIS'                                                                                            | режиссёр, сценарист |
| 2007 | ф  | Банзай, режиссёр! / яп. 監督 ばんざい!                                                                             | режиссёр, сценарист |
| 2007 | ф  | У каждого своё кино эпизод «Один прекрасный день» / фр. Chacun son cinéma : une déclaration d'amour au grand écran | режиссёр, продюсер  |
| 2008 | ф  | Ахиллес и черепаха / яп. アキレスと亀                                                                              | режиссёр, сценарист |
| 2010 | ф  | Беспредел / яп. アウトレイジ                                                                                       | режиссёр, сценарист |
| 2012 | ф  | Полный беспредел / яп. アウトレイジ ビヨンド                                                                       | режиссёр, сценарист |
| 2013 | ф  | Ребята возвращаются: Воссоединение                                                                                 | сценарист           |
| 2015 | ф  | Рюдзо и семеро бойцов / яп. 龍三と七人の子分たち                                                                   | режиссёр, сценарист |
| 2017 | ф  | Последний беспредел / яп. アウトレイジ 最終章                                                                      | режиссёр, сценарист |
| 2021 | ф  | Парень из Асакусы                                                                                                  | сценарист           |
| 2023 | ф  | Шея | режиссёр, сценарист |
| 2024 | ф  | Сломленная ярость                                                                                                  | режиссёр, сценарист |

### Актер
Такэси Китано исполняет роли во всех фильмах, которые он срежиссировал, за исключением «Сцены у моря», «Ребята возвращаются» и «Куклы». Также он регулярно снимается в фильмах других режиссёров, начиная с эпизодических ролей в ранних кинокартинах Кодзи Вакамацу. Наиболее известные работы — роли второго плана в фильмах Нагисы Осимы «Счастливого Рождества, мистер Лоуренс» и «Табу», а также главная роль в экранизации романа Ян Согиля «Кровь и кости» (режиссёр Ёити Сай). Другие фильмы, в которых снялся Китано: «Джонни-мнемоник», «Гонин», «Идзо» и «Королевская битва».
| Год  |    | Русское название                                  | Оригинальное название                                          | Роль                                   |
| ---- | -- | ------------------------------------------------- | -------------------------------------------------------------- | -------------------------------------- |
| 1983 | ф  | Счастливого Рождества, мистер Лоуренс             | яп. 戦場のメリークリスマス                                     | сержант Гэнго Хара                     |
| 1989 | ф  | Жестокий полицейский                              | яп. その男、凶暴につき                                         | детектив Адзума                        |
| 1990 | ф  | Точка кипения                                     | яп. 3-4X10月                                                   | Уэхара                                 |
| 1993 | ф  | Сонатина                                          | яп. ソナチネ                                                   | Муракава                               |
| 1995 | ф  | Джонни-мнемоник                                   | англ. Johnny Mnemonic                                          | Такахаси                               |
| 1995 | ф  | Гонин                                             | яп. ゴニン (５人)                                              | Итиро Киоя                             |
| 1995 | ф  | Снял кого-нибудь?                                 | яп. みんな～やってるか                                         | учёный                                 |
| 1997 | ф  | Фейерверк                                         | яп. HANA-BI                                                    | Ниси                                   |
| 1998 | ф  | Глаза Токио                                       | англ. Tokyo Eyes                                               | якудза                                 |
| 1999 | ф  | Табу                                              | яп. 御法度                                                     | Командир Тосидзо Хидзиката             |
| 1999 | ф  | Кикудзиро                                         | яп. 菊次郎の夏                                                 | Кикудзиро                              |
| 2000 | ф  | Королевская битва                                 | яп. バトル・ロワイアル                                         | Китано (Кинпацу Сакамоти)              |
| 2000 | ф  | Брат якудзы                                       | яп. BROTHER (映画)                                             | Аники Ямамото                          |
| 2003 | ф  | Затойчи                                           | яп. 座頭市                                                     | Затоичи                                |
| 2003 | ф  | Королевская битва 2                               | яп. バトル・ロワイアルＩＩ                                     | Китано (Кинпацу Сакамоти)              |
| 2004 | ф  | Изо                                               | яп. IZO (映画)                                                 | Премьер-министр                        |
| 2004 | ф  | Кровь и кости                                     | яп. 血と骨                                                     | Joon-pyong Kim                         |
| 2005 | ф  | Такешиз                                           | яп. TAKESHIS'                                                  | Бит Такэси / мистер Китано             |
| 2007 | ф  | Банзай, режиссёр!                                 | яп. 監督 ばんざい!                                             |                                        |
| 2007 | ф  | У каждого своё кино эпизод «Один прекрасный день» | фр. Chacun son cinéma : une déclaration d'amour au grand écran |                                        |
| 2008 | ф  | Ахиллес и черепаха                                | яп. アキレスと亀                                               | Матису                                 |
| 2010 | ф  | Беспредел                                         | яп. アウトレイジ                                               | Отомо                                  |
| 2012 | ф  | Для тебя                                          | яп. あなたへ (映画)                                            | Teruo Sugino                           |
| 2012 | ф  | Полный беспредел                                  | яп. アウトレイジ ビヨンド                                      | Отомо                                  |
| 2014 | тф | Чёрная библия                                     | англ. Kuroi fukuin                                             | Fujisawa                               |
| 2015 | ф  | Хищник                                            | яп. 劇場版                                                     | Daruma                                 |
| 2015 | ф  | Красная оризия                                    | яп. 赤めだか                                                   | Aka Medaka                             |
| 2015 | ф  | Рюдзо и семеро бойцов                             | яп. 龍三と七人の子分たち                                       | инспектор Мураками                     |
| 2016 | ф  | Пока женщины спят                                 | яп. 女が眠る時                                                 | Sahara                                 |
| 2017 | ф  | Призрак в доспехах                                | англ. Ghost in the Shell                                       | Дайсукэ Арамаки, глава Девятого отдела |
| 2017 | тф | Побег из тюрьмы                                   | англ. Hagoku                                                   | Urata                                  |
| 2017 | ф  | Последний беспредел                               | яп. アウトレイジ 最終章                                        | Отомо                                  |
| 2023 | ф  | Шея                                               | яп. 首                                                         | Тоётоми Хидэёси                        |
| 2024 | ф  | Сломленная ярость                                 | англ. Broken Rage                                              | Мышь                                   |

## Видеоигры

### Как гейм-дизайнер
- Takeshi no Chōsenjō (Takeshi's Challenge, 1986)

### Как актер
- Yakuza 6: The Song of Life (2016)

## Книги
- 1988 — Парень из Асакусы
- 2012 — Мальчик